# Dufaux 4
Le Dufaux 4 était un biplan expérimental construit en Suisse en 1909.

## Historique
La construction de l'avion commence en septembre 1909.
Le premier décollage a lieu le 16 décembre 1909.
À l'issue d'une démonstration de l'avion devant la commission militaire suisse en mai 1910 il est jugé inapte à une utilisation militaire
Il s'agit du troisième avion non baptisé construit par les frères Armand et Henri Dufaux. Il est exposé au Musée des Transports à Lucerne.

### Aéronefs comparables
Dufaux 5